# Dieter Seegers-Krückeberg
Dieter Seegers-Krückeberg (* 21. November 1943) ist ein deutscher Unternehmer, ehemaliger leitender Mitarbeiter der Deutschen Bundespost Postdienst, Vorstandsmitglied der Deutschen Post AG und Brigadegeneral der Reserve der Bundeswehr.

## Leben
Seegers-Krückeberg ist Diplom-Kaufmann. Ende 1989 gehörte er zu einer der ersten Führungskräfte aus der Wirtschaft, die der damalige Bundesminister für Post und Telekommunikation, Christian Schwarz-Schilling, zur Deutschen Bundespost holte, um die Behörde zu einem wettbewerbsfähigen Unternehmen zu machen. Zuvor war Seegers-Krückeberg beim Unternehmen Deutscher Paketdienst tätig. Bei der Deutschen Bundespost und der Deutschen Post AG war er Frachtvorstand. In dieser Eigenschaft war er zudem Leiter des Feldpostwesens der Bundeswehr im Dienstgrad eines Brigadegenerals der Reserve. Er baute in den 1990er Jahren das System der anfangs 33 Frachtpostzentren der Deutschen Post AG auf.
Mit Ablauf des Januar 1997 schied Seegers-Krückeberg  aus der Deutschen Post AG aus. Danach gründete er das Unternehmen Red Parcel Post.
Seegers-Krückeberg besitzt eine der größten Sammlungen des Malers Horst Janssen, mit dem er auch befreundet ist.
Seegers-Krückeberg war von 2002 bis 2001 Mitglied des Vorstandes der Bundesvereinigung Logistik und von 2001 bis 2005 Mitglied des Beirates. Im Mai 2001 wurde ihm Ehrenmitgliedschaft verliehen.